# Alessandro Grandi
Alessandro Grandi (ur. ok. 1575, być może w Ferrarze, zm. 1630 w Bergamo) – włoski kompozytor tworzący muzykę religijną i świecką. Wprowadził termin kantata w tytule swego zbioru Cantade ed arie.... Twórca motetów koncertujących, madrygałów, wariacji stroficznych na stałym basie, kompozycji polichóralnych. Jeden z najsłynniejszych obok Monteverdiego i Rovetty przedstawicieli tzw. szkoły weneckiej.